# Беатрикс де Вески
Беатрикс де Вески из замка Алник (XI век) — английская аристократка. Её имя включено в композицию «Этаж наследия» Джуди Чикаго.
Беатрикс была дочерью и единственной наследницей Иво де Вески и его жены Альды, одной из самых богатых наследниц своего времени. Она стала первой женой Юстаса Фиц-Джона, констебля Честершира и Нэрсборо. По данным Дагдейла, в этом браке родились два сына, Уильям и Джеффри. Однако чаще всего говорят, что она умерла во время родов своего единственного сына Уильяма. Он взял фамилию матери и стал родоначальником баронского дома де Вески.